# Interview with a Hitman
Interview with a Hitman ist ein britischer Actionfilm aus dem Jahr 2012 von Perry Bhandal, der auch das Drehbuch schrieb. Der Film erzählt die Lebensgeschichte eines Auftragskillers, der über sein Leben in einem Interview berichtet. Die Hauptrollen spielen Luke Goss, Caroline Tillette, Stephen Marcus und Danny Midwinter.

## Handlung
Der professionelle Attentäter Viktor hat es mit seinem Verhaltenskodex – Vertraue niemandem. Sei emotionslos. Verliere niemals. – bis an die Spitze gebracht. Der Film ist eine Rückblende, ein Interview, in dem Viktor einem Filmemacher erklärt, wie er ein rücksichtsloser Killer wurde.
Der seit einigen Jahren erfolglose Filmemacher hofft so auf sein Comeback, in dem er mit einem berüchtigten Auftragsmörder, im Englischen auch Hitman genannt, ein Videointerview führt.
Die Geschichte beginnt mit seiner harten Kindheit in einem Armenviertel in einem Außenbezirk von Bukarest. Um seinem Schicksal zu entgehen, nimmt er einen Job bei der rumänischen Mafia an. Als er nach Hause zurückkehrt, wird er Zeuge, wie sein Vater seine Mutter misshandelt. Weil er der Mafia Geld schuldet, wird sein Vater kurz darauf getötet. Viktors Mentor bei der Mafia, Sergei, lehrt ihm daraufhin das Handwerk eines Auftragskillers. 
Als Viktor erwachsen ist, sind Viktor und Sergei in einen Drogendeal verwickelt. Franco, der Sohn des Mafia-Bosses Traffikant, will den Dealer und dessen Gefolgsleute bei der Übergabe töten. Es stellt sich jedoch heraus, dass der Getötete der Sohn des Mafia-Bosses Vadim ist. Als Viktor zu seinem Apartment zurückkehrt, wird er von Sergei überrascht. Viktor überwältigt ihn und stellt ihn zur Rede. Es kommt heraus, dass Sergei von Traffikant beauftragt wurde, Viktor umzubringen. Andernfalls wird er selbst umgebracht. Nach kurzer Aussprache erschießt Viktor seinen alten Freund. Damit er nun seine Verfolger abschütteln kann, beschließt Viktor unterzutauchen. Er täuscht seinen Tod vor und flieht nach London.
In London schließt sich Viktor der Londoner Mafia an. Nachdem er einen Polizeifahnder erledigt hat, der sich nicht bestechen ließ, wird er vom Mafiaboss zu einer Party mit zwei Prostituierten eingeladen. Auf dem Weg geraten sie in einen Hinterhalt, da sie von der rechten Hand des Bosses verraten wurden. Viktor erledigt den Verräter und soll dessen Platz einnehmen, jedoch lehnt er ab. In einem letzten Auftrag noch soll Viktor eine Frau namens Bethesda töten. Als er sie aufsucht, wird diese kurz darauf von einigen Männern geschlagen und vergewaltigt. Viktor rettet sie und sie verlieben sich.
Sechs Monate später stellen sie fest, dass Bethesda schwanger ist. Viktor möchte mit ihr gern ein neues Leben anfangen, allerdings wird er von der rumänischen Mafia verfolgt, die erfahren hat, dass er noch lebt. Als Viktor nach Bukarest zurückkehrt, trifft er sich mit Traffikant, um zu erfahren, wie sie ihm auf die Spur gekommen sind. Er erfährt, dass Alexei, ein alter Freund von Viktor, nun bei Interpol arbeitet und Traffikant Informationen zuschleust. Viktor erledigt Traffikant und sucht anschließend Alexei auf. Er zwingt ihn, das Video, das sein Überleben dokumentiert, zu vergraben und Stillschweigen zu bewahren.
Das Interview nähert sich dem Ende und Bethesda kommt hinzu. Sie stellt ihn zur Rede und gibt sich als das Kind zu erkennen, das der Interviewer missbraucht hat, als es 10 Jahre war. Nach dieser Eröffnung wird er von Viktor erschossen. Als sich Viktor Bethesda zuwendet, wird nun er von ihr erschossen. Viktor hatte seinerzeit zu Beginn seiner blutigen Karriere Bethesdas Eltern getötet. Aus Rache hat Bethesda Viktor an Traffikant verraten, die Beziehung zu ihm eingefädelt und das Interview mit den ahnungslosen Beteiligten inszeniert.

## Hintergrund
Der Film wurde im August 2011 in nur 18 Tagen in und ums englische Newcastle upon Tyne und der rumänischen Hauptstadt Bukarest gedreht. Die vergleichsweise kurze Drehzeit begründet sich u. a. darin, dass Hauptdarsteller Luke Goss nur drei Wochen zur Verfügung stand.
Der Kinostart in Irland und dem Vereinigten Königreich war am 20. Juli 2012. Bereits am 27. August 2012 wurde der Film auf DVD und Blu-ray veröffentlicht. In den USA wurde der Film am 5. März 2013 direkt auf DVD und Blu-ray veröffentlicht. In Deutschland erschien der Film am 6. August 2013 ebenfalls auf DVD und Blu-ray.

## Rezeption
Die Filmwebsite kino.de bezeichnete den Film als „Low-Budget-Thriller, der die Glaubwürdigkeit“ strapaziere, für „B-Movie-Freunde“ aber zu empfehlen sei. Die Filmzeitschrift Cinema meinte, der Film sei nur „einen Tick besser als B-Dutzendware“, „ohne viele Höhepunkte inszeniert und mit recht durchschaubarem Finale“. Der Filmdienst urteilte hingegen, der Film sei ein „hochglänzender Actionthriller, der seine inhaltliche Ideenlosigkeit formal recht ansehnlich“ verpacke.